# یواشیان
یواشیان (به لاتین: Youxian District) یک سکونتگاه مسکونی در جمهوری خلق چین است که در میانیانگ واقع شده‌است.